# Wielkie Księstwo Badenii
Wielkie Księstwo Badenii (niem. Großherzogtum Baden) – historyczne państwo w południowo-zachodnich Niemczech, na prawym brzegu Renu. Istniało pomiędzy 1806 a 1918 rokiem.

## Historia
Badenia została powołana do życia w formie Margrabstwa Badenii, które wraz z upływem czasu ulegało coraz dalszym podziałom pomiędzy różne linie, by ostatecznie zostać ponownie zjednoczonym w 1771 roku. W 1803 roku Badenia została podniesiona do rangi elektoratu wchodzącego w skład Świętego Cesarstwa Rzymskiego. Badenię podniesiono do rangi wielkiego księstwa w 1806 roku po tym, jak znacznie zwiększyła swoje terytorium po upadku Cesarstwa. W 1815 roku wstąpiła do Związku Niemieckiego. Podczas Wiosny Ludów Badenia była centrum działalności rewolucyjnej. W 1849 roku, jako jedyny niemiecki kraj przez krótki okres pozostawała republiką (pod przywództwem Lorenza Brentano). Ostatecznie rewolucję w Badenii zdusiły przede wszystkim oddziały pruskie.
Wielkie Księstwo Badenii pozostawało niezależnym krajem do roku 1871, kiedy to przystąpiło do Cesarstwa Niemieckiego. Po rewolucji roku 1918 Badenia weszła w skład Republiki Weimarskiej, jako Republika Badenii.

## Konstytucja i władze
Wielkie Księstwo Badenii było dziedziczną monarchią z władzą wykonawczą skupioną w ręku wielkiego księcia, podczas gdy legislatywa podzielona była między niego i zgromadzenie przedstawicielskie (Landtag) składające się z dwóch izb.
Izba wyższa składała się z wszystkich pełnoletnich książąt z rodziny panującej, głów wszystkich zmediatyzowanych rodów, arcybiskupa Fryburga, przewodniczącego protestanckiego Kościoła ewangelickiego, posła z każdego z uniwersytetów i wyższych szkół technicznych, ośmiu członków wybranych przez lokalną szlachtę na okres czterech lat, trzech przedstawicieli wybranych przez izbę gospodarczą, dwu przez izbę rolniczą, jeden przez kupców, dwu merów miejskich i ośmiu członków (w tym dwóch urzędników państwowych) nominowanych przez wielkiego księcia.
Izba niższa składała się z 73 reprezentantów ludowych, spośród których 24 było wybieranych przez określone wspólnoty miejskie, a 49 przez wspólnoty wiejskie. Każdy obywatel, który ukończył 25 lat, który nie był skazany i nie był biedakiem, miał prawo głosu. Wybory były wyborami pośrednimi. Obywatele wybierali przedstawicieli wyborczych zwanych Wahlmänner, którzy później wybierali deputowanych. Izby spotykały się co najmniej co dwa lata. Posłowie izby niższej wybierani byli na cztery lata, jednak co dwa lata następowała wymiana połowy składu izby.
Władza wykonawcza podzielona była na cztery departamenty: wewnętrzny, spraw zagranicznych i wielkiego księcia, finansów i sprawiedliwości oraz departament spraw kościelnych i edukacji.
Do podstawowych wpływów księstwa należały bezpośrednie i pośrednie podatki, koleje i domeny. Koleje były zarządzane przez państwo i stanowiły główne źródło długu publicznego, który wynosił około 22 milionów funtów szterlingów.
Sądy wyższe mieściły się w Karlsruhe, Fryburgu Bryzgowijskim, Offenburgu, Heidelbergu, Mosbach, Waldshut, Konstancji i Mannheim, podczas gdy rozpatrywanie apelacji należało do Reichsgericht (najwyższego trybunału) w Lipsku.

## Wielcy Książęta Badenii
- 1806–1811: Karol Fryderyk (1728–1811)
- 1811–1818: Karol Ludwik (1786–1818)
- 1818–1830: Ludwik I (1763–1830)
- 1830–1852: Leopold (1790–1852)
- 1852–1858: Ludwik II (1824–1858)
- 1858–1907: Fryderyk (1826–1907), (od 1852 regent, od 1856 z tytułem wielkiego księcia)
- 1907–1918: Fryderyk II (1857–1928)

## Ministrowie stanu 1809–1918
- 1809–1810: Sigismund von Reitzenstein(inne języki)
- 1810–1810: Conrad Karl Friedrich von Andlau-Birseck(inne języki)
- 1810–1812: Christian Heinrich Gayling von Altheim(inne języki)
- 1812–1817: Karl Christian von Berckheim(inne języki)
- 1817–1818: Sigismund von Reitzenstein
- 1818–1831: Wilhelm Ludwig Leopold Reinhard von Berstett(inne języki)
- 1832–1833: Sigismund von Reitzenstein
- 1833–1838: Ludwig Georg von Winter(inne języki)
- 1838–1839: Karl Friedrich Nebenius(inne języki)
- 1839–1843: Friedrich Landolin Karl von Blittersdorf(inne języki)
- 1843–1845: Christian Friedrich von Boeckh(inne języki)
- 1845–1846: Karl Friedrich Nebenius
- 1846–1848: Johann Baptist Bekk(inne języki)
- 1848–1849: Karl Georg Hoffmann(inne języki)
- 1849–1856: Friedrich Adolf Klüber(inne języki)
- 1856–1860: Franz von Stengel(inne języki)
- 1861–1866: Anton von Stabel(inne języki)
- 1866–1868: Karl Mathy(inne języki)
- 1868–1876: Julius Jolly(inne języki)
- 1876–1893: Ludwig Karl Friedrich Turban(inne języki)
- 1893–1901: Franz Wilhelm Nokk
- 1901–1905: Carl Ludwig Wilhelm Arthur von Brauer(inne języki)
- 1905–1917: Alexander von Dusch(inne języki)
- 1917–1918: Heinrich von Bodman(inne języki)